# Fridolin Anderwert
Josef Fridolin Anderwert, talvolta indicato come Joseph Fridolin Anderwert (Frauenfeld, 19 settembre 1828 – Berna, 25 dicembre 1880), è stato un avvocato e politico svizzero, Consigliere federale dal 10 dicembre 1875 al 25 dicembre 1880, giorno della sua morte.

## Biografia
Avvocato a partire dal 1851, la carriera politica di Anderwert iniziò nel 1861, entrando nella legislatura turgoviese, e fu eletto Presidente del Gran Consiglio del Canton Turgovia nel 1869. Nel 1863 fu eletto al Consiglio nazionale, di cui fu Presidente nel 1870. Durante la Presidenza della camera bassa, Anderwert nominò Hans Herzog generale delle truppe di frontiera, con l'obiettivo di impedire che le truppe francesi di Bourbaki entrassero in territorio svizzero. Fu anche a capo delle trattative per la costruzione della ferrovia del Gottardo, che iniziò nel 1874, e lavorò alla revisione della Costituzione federale. Nel 1872 Anderwert tentò l'elezione al Consiglio federale per succedere a Jakob Dubs, ma perse contro Johann Jakob Scherer al quarto scrutinio.
Il 10 dicembre 1875, dopo le dimissioni di Wilhelm Matthias Naeff, Anderwert fu eletto Consigliere federale al terzo scrutinio con 91 voti su 171, superando il solettese Bernhard Hammer di tredici voti. Fu eletto nello stesso giorno dell'elezione di Joachim Heer, che sostituì Melchior Josef Martin Knüsel. Dal 1876 al 1880 diresse il Dipartimento di giustizia e polizia, e ricoprì l'incarico di Vicepresidente del Consiglio federale per l'anno 1880, sotto la presidenza di Emil Welti.
Nel corso della sua carriera politica, Anderwert obbedì più alla legge che agli interessi del suo partito. Negli ultimi anni della sua vita, era afflitto da problemi di salute fisica e dalla depressione scaturita dagli attacchi da parte della stampa, che ironizzava sul suo peso e diffondeva pettegolezzi secondo cui Anderwert, celibe, era solito visitare case di tolleranza. Si tolse la vita il giorno di Natale del 1880 con un colpo di pistola, pochi giorni dopo la sua nomina a Presidente della Confederazione. A seguito della sua morte, l'opinione pubblica si divise su quale fosse il motivo che spinse Anderwert al suicidio: la salute precaria, o gli attacchi mediatici.